# Елена Гилберт
Елена Гилберт је измишљени лик и протагониста из серије романа Вампирски дневници. У адаптацији телевизијске серије, смештеној у измишљени град Мистик Фолс, тумачи је Нина Добрев. У књигама, Елена је била плава, популарна, себична и „зла девојка”. Међутим, продуценти серије, Џули Плек и Кевин Вилијамсон, сматрали су да то није правац у ком желе да иду са својом хероином у телевизијској серији Вампирски дневници. Уместо тога, постала је лепша, љубазнија и више типа „девојке из комшилука“, све док јој се живот не преокрене наглавачке када упозна браћу Салватор. У априлу 2015. Нина Добрев је објавила да ће напустити серију након финала шесте сезоне. Велики део Еленине приче врти се око њених односа са вампирима Стефаном Салватором и његовим старијим братом Дејмоном. Открива се да је Елена двојник Петрова, што је стога одговорно што је идентична својој претци, Кетрин Пирс (рођена Катерина Петрова). Ово такође има импликацију да је учини натприродним створењем. Добрев је укачила  и „превртљиву” Кетрин, која је супротност Елене. Глумица је изјавила да је био изазов разликовати њих две и да ужива да их игра обе. У четвртој сезони телевизијске серије, Елена постаје вампир и умире, а затим се суочава са борбама које долазе са њеном променом. Узела је лек и поново постала човек пред крај шесте сезоне. У финалу шесте сезоне, Каи је магијом повезао Елену са Бониним животом. Елена ће се пробудити тек када Бони умре за око 60 година. Била је закључана у гробници Салватора, затим премештена у складиште у Бруклину у Њујорку у седмој сезони, а затим назад у Мистик Фолс. Крајем 2016, када је објављено да ће осма сезона бити последња, Добрев је разговарала о повратку у телевизијску серију како би поновила своју улогу у последњој епизоди. После много спекулација њен  повратак потврђен је 26. јануара 2017. путем објаве на Инстаграму. Нина се појављује у последњој епизоди емисије као Елена и њен зли двојник Кетрин Пирс.

## Избор глумице и приказ
Деветог марта 2009. објављено је да се канадска глумица бугарског порекла Нина Добрев, позната по улози Мије Џонс у Деграси: „Следећа генерација”, придружила глумачкој екипи „Вампирских дневника “ као Елена. Она је била други члан глумачке екипе који је објављен после Стивена Р. Меквина, који игра Елениног брата Џеремија Гилберта. Стеве Вест Цинема Бленд је рекао да ће битка браће вампира око Елене изазвати пустош у целом граду.". Извршни продуцент Кевин Вилијамсон присетио се да је Нина била  на аудицији док је имала грип, што је описао као "најгору аудицију икада" и они је чак нису ни погледали још једном. Нина  се вратила кући у Канаду, али, и даље желећи улогу, послала је за аудицију видео касету , на којој је њена глумачка улога Елена Гилберт. Након читања сценарија, Нина је рекла да ју је Елена привукла јер је била „ просечна девојка која је на много начина оштећена“. У почетку је веровала да ће глумити „лошу девојку“ , Елену из књига, али је шоу хтео нешто другачије за овај лик . Након истраживања, Добрев је открила да ће она такође глумити Еленину 534-годишњу вампирску двојницу Кетрин Пирс чије су карактеристике „потпуна супротност“. Нина је ово описала као : „Једну од њених најређе, али најслађе прилике на телевизији, да игра двоје људи на истом пројекту”. Признала је да више воли да игра Кетрин него Елену. Нина је изјавила да мења свој изглед како би разликовала Елену од њеног двојника, Кетрин; „Промена фризуре ми помаже да се трансформишем“, рекла је за Гламур. Поред тога, рекла је :  „Мислим да имам једног од најзгоднијих ликова у серији — могу да играм две потпуно различите особе на супротним странама спектра и једноставно се тако забављам радећи то“. Добрев је сматрала да је њен највећи изазов у Вампирским дневницима разликовање Кетрин и Елене, и сматрала је да је „занимљиво“ да створи потпуно нови лик. У романима, Кетрин је пореклом из Немачке. Међутим, у телевизијској серији она је Бугарка, као и Добрев, којa течно говори језик. Нина је рекла : „Редитељи  су ме чули како причам бугарски са мамом телефоном док сам једног дана била на снимању. Једна ствар је довела до друге и вуола (voila).“
Tonner Doll Company, је креирала лутке за Елену и Кетрин заједно са Стефаном и Дејмоном, из 1864. године.

## Референцe
1. 1 2  West, Steve (9 March 2009). "Vampire Diaries Finds Its Heroine In Nina Dobrev". Cinema Blend. Retrieved 10
2. ↑  Schneider, Michael (27 February 2009). "CW casts 'Melrose Place,' 'Vampire'". Variety. Penske Business Media. Retrieved 10 January 2013.
3. 1 2 3  Tasty bites: The Vampire Diaries cast dishes". Buzzsugar, PopSugar. 21 January 2010. Retrieved 10 January 2013.
4. 1 2 3  Gordon, Jillian. "The Vampire Diaries star Nina Dobrev". Saturday Night Magazine. Michael H. Ritter. Archived from the original on 15 January 2013. Retrieved 10 January 2013.
5. ↑  Nina Dobrev 'Glamour' Interview: Star Talks 'Vampire Diaries,' Beauty And Ian Somerhalder". The Huffington Post. 8 October 2012. Retrieved 10 January 2013.
6. ↑  Vestal, Shannon (25 July 2011). "Nina Dobrev Interview About The Vampire Diaries at Comic-Con". Buzzsugar, PopSugar. Retrieved 10 January 2013.
7. ↑  Bibel, Sara (3 March 2011). "'Vampire Diaries': Nina Dobrev Sinks Her Teeth Into Dual Role". Xfinity, Comcast. Retrieved 11 January 2013.
8. ↑  Elena Gilbert Vampire Diaries Doll by Tonner". Man of Action Figures. Retrieved 11 January 2013.
9. ↑  The Vampire Diaries™ | Tonner Doll Company". Tonner Doll Company, Inc. Archived from the original on 25 January 2014. Retrieved 11 January 2013.